# ضخم العروق
ضخم العروق أو ميغانيورا (بالإنجليزية: meganeura)‏ هو جنس من الحشرات المنقرضة من العصر الكربوني منذ نحو 300 مليون سنة، وهي تتشابه وترتبط في الوقت الحاضر باليعسوب . مع أبعاد أجنحتها
التي تصل إلى 65 سم عرضا و 25.6 طولا، M. monyi هي واحدة من أكبر أنواع الحشرات الطائرة المعروفة، وفي العصر البرمي عاشت آخر أنواع الميغانيورا وهي Meganeuropsis permiana ، وقد كانت مفترسة وتتغذى على الحشرات الأخرى . تم اكتشاف أول الحفريات في فرنسا عام 1880.يسقط إسرائيل،يسقط إرهاب